# Etienne Evarist Van Maldeghem

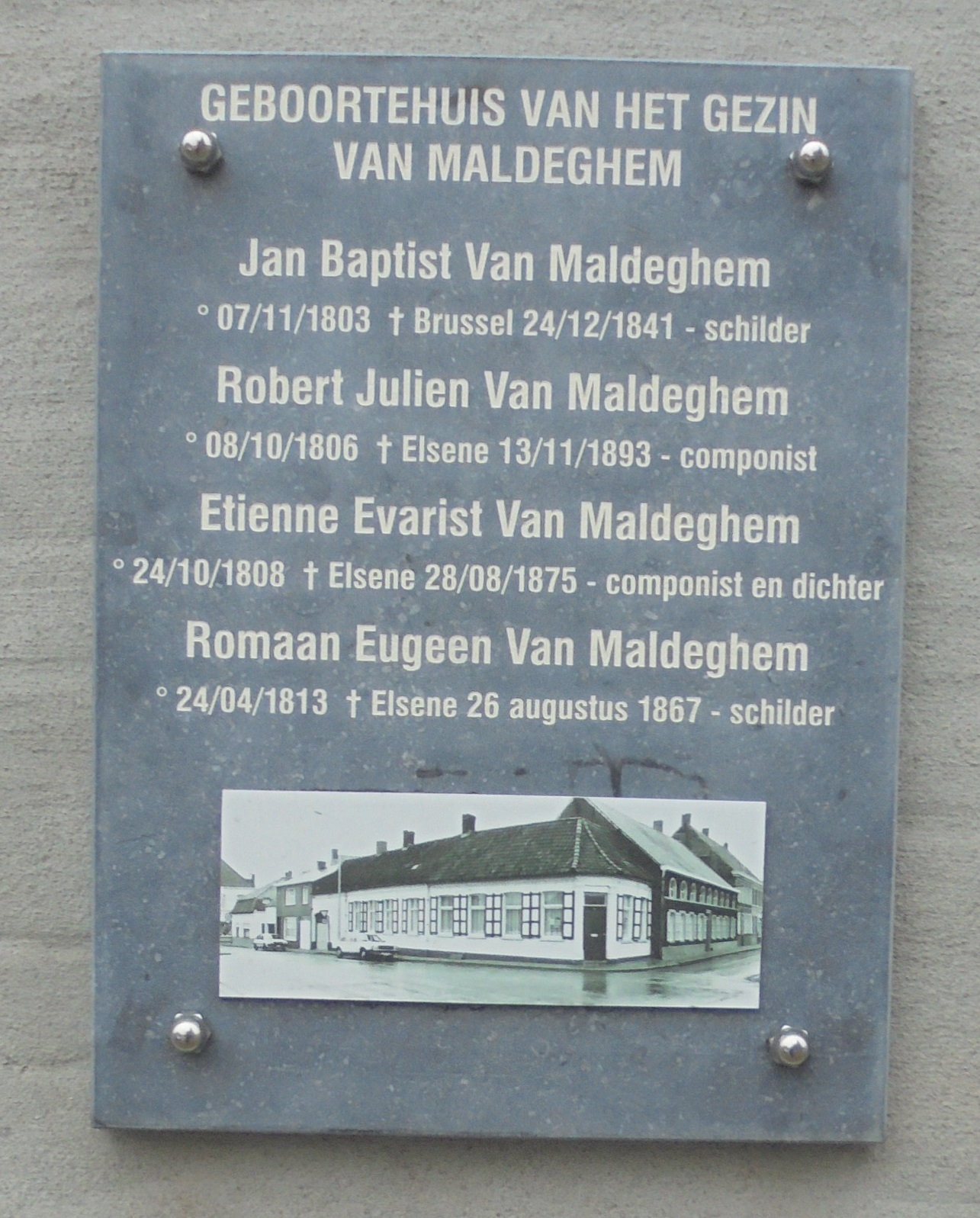

Etienne Evarist Van Maldeghem (Dentergem, 24 oktober 1808 - Elsene, 28 augustus 1875) was een Belgisch muziekpedagoog en componist.

## Levensloop
Hij was de zoon van onderwijzer Justin Van Maldeghem  en de broer van componist Robert Julien Van Maldeghem. Hij hielp als 10-jarige reeds mee in de school van zijn vader in Dentergem en in 1827 werd hij zelf onderwijzer in Wingene. In 1830, na het overlijden van zijn vader, trok hij met zijn drie broers naar Wetteren, waar zij actief waren in de Burgerwacht, o.a. tijdens de Belgische revolutie van 1830. Hijzelf en Robert werden in deze Burgerwacht eerste-luitenant.
In 1835 verhuisden de broers naar Brussel, waar Evarist in 1843 samen met zijn broers Jean-Baptiste en Robert Julien het Gomberts Zanggenootschap oprichtte, met als doel de uitvoering van Vlaamse en Duitse koormuziek te stimuleren. 
In 1846 volgde de oprichting van het Vlaemsch-Duitsch Zangverbond (opgericht samen met zijn broer Robert Julien, Johan Dautzenberg en Prudens Van Duyse, met wie hij nauwe relaties onderhield.). Dit Zangverbond wilde vooral de contacten tussen Vlaanderen en het Rijnland nauwer aanhalen. Het eerste grote zangfeest dat ze inrichtten vond plaats in Keulen op 14-15 juni 1846, met Felix Mendelssohn als dirigent. In september 1846 had het tweede zangfeest plaats in Brussel, en Evarist Van Maldeghem behoorde tot de organisatoren. Hij werd ook lid van het Männer-Gesang-Verein in Keulen.
Als taalkundige was hij lid van de Société des Sciences, des Arts et des Lettres van de provincie Henegouwen, van de Koninklijke 
Maatschappij van Schone Kunsten in Gent en van de Vereniging voor Vlaamse literatuur in Brussel.

## De componist
Etienne Evariste Van Maldeghem componeerde hoofdzakelijk religieuze muziek. Zijn hierbij te vermelden:
- Agnus Dei, voor drie stemmen en orgel (1847),
- O Sanctissima Surrexit Christus hodi, voor koor met of zonder orgel (1847),
- Adoro te, gregoriaanse zang voor solo en koor met orgel (1850),
- een aantal onuitgegeven oefeningen en studies voor mannenstemmen.

## Publicaties
Van Maldeghem schreef een tweetalige zangmethode L'Orphée des écoles primaires et des Maisons d'Education, (1850) bestaande uit een theoriegedeelte en oefeningen met twee-, drie, en vierstemmige zangstukken zonder begeleiding. 
In samenwerking met zijn broer Robert publiceerde hij:
- Rhyn- en Scheldegalmen, verzameling voor vierstemmige mannenkoren
- Cecilia, journal mensuel de musique d'église, 1842-1864.
- L'Orphée, 1858, methode voor zang (in het Nederlands en in het Frans, aangevulde heruitgave van L'Orphée)
- Trésor musical, 1865-1893, 58 boekdelen.

## Familie en adelstand
Justin-Evariste Van Maldeghem (Lotenhulle 25 juni 1773 - Wingene 1830), onderwijzer in Dentergem, trouwde op 3 november 1800 met Marie-Colette Pypaert (Vinkt 1768 - Brussel 1850). Hij behoorde tot een onderwijzersfamilie, zij was een nakomelinge van minstens drie generaties veldwachters en kerkbaljuws. Ze hadden vier zonen die, na de dood van hun vader, samen met hun moeder eerst naar Wetteren en vervolgens naar Brussel trokken:
- Jan Baptist Van Maldeghem, kunstschilder (Dentergem 1793 - Brussel 1841)
- Robert Julien Van Maldeghem (Dentergem 1806 - Elsene 1893)
- Etienne Evarist Van Maldeghem (Dentergem 1808 - Elsene 1875)
- Romaan Eugeen Van Maldeghem, historieschilder (Dentergem 1813 - Elsene 1867)

De oudste overleed na weinige jaren. De broers interesseerden zich aan hun afkomst en kwamen tot de vaststelling dat verre voorvaders tot de adellijke tak van de familie Van Maldeghem hehoorden. Ze kregen adelserkenning bij Koninklijk Besluit van 20 augustus 1859. De broers bleven ongehuwd en stierven zonder nakomelingen.